# أورورا نيلسون
أورورا نيلسون (بالسويدية: Aurora Nilsson)‏ هي كاتِبة سويدية، ولدت في 1894 في Västerhaninge church parish ‏ في السويد، وتوفيت في 1972.